# أليكس تودور
أليكس تودور (23 أكتوبر 1977 - ) (بالإنجليزية: Alex Tudor) هو لاعب كريكت بريطاني. شارك مع منتخب إنجلترا للكريكت. أما مع النوادي، فقد لعب مع نادي مقاطعة سري للكريكت ‏ ونادي مقاطعة ساسكس للكريكت ‏.

## وصلات خارجية
- أليكس تودور على موقع إي آس بي آن كريك إنفو (الإنجليزية)